# Argyrosticta aroa
Argyrosticta aroa är en fjärilsart som beskrevs av Bethune-Baker 1906. Argyrosticta aroa ingår i släktet Argyrosticta och familjen nattflyn. Inga underarter finns listade i Catalogue of Life.